# Cedarville (Ohio)
Cedarville è un villaggio degli Stati Uniti d'America, situato nello stato dell'Ohio, nella contea di Greene.